# Římskokatolická farnost – děkanství Turnov
Římskokatolická farnost – děkanství Turnov (lat. Turnovium) je církevní správní jednotka sdružující římské katolíky na území města Turnov a v jeho okolí. Organizačně spadá do turnovského vikariátu, který je jedním z 10 vikariátů litoměřické diecéze.

## Historie farnosti
Jedná se o staré děkanství, které pochází ze 14. století. Matriky jsou vedeny od roku 1699.

### Duchovní správcové vedoucí farnost
Začátek působnosti jmenovaného v duchovní správě farnosti od:
- Ctibor, † 1357
- 1357   Albertus, † 1362
- 1362   Theodoricus, † 1371
- 1371   Joannes, † 1394
- 1394   Mauritius
- Joannes
- 1425   Joannes z Chlumu
- 1435   Petrus
- 1624   Paulus  z Proudníka
- 1628   Joann. Adalbert. Kolčínský z Kolčína
- 1630   Joann. Franc. Kastriola z Kam. Bělé
- 1631   Joann.  Štítnický z Kunína
- 1652   Paul. Adalb. Blažejovský
- 1671   Petr. Laurent. Zaremba
- 1681   Adalbertus Franc. Smutný
- 1684   Joannes Aug. Chlumský
- 1889   admin. Henricus Laube OFM
- 1690   Fabianus V. Blovský
- 1707   admin. patres franciscani
- 1708   Carolus Ign. Coroinus
- 1724   Wencesl. Jos. Planitzky
- -1744  Adalbertus Tichy
- 1765   Joannes Anton. Tlamka
- 1777   Franc. Hoffmann
- 1786   Jos. Gautsch
- 1795   Wencesl. Neplecha, n. Jílové u Ph., †  10. 8. 1803
- 1798   Car. Gelinek
- 1803   Jos. Nečas
- 1805   Posidius Tomasi OESA, † 16. 9. 1809
- 1809  dec. vacat, cap. Ioann. Arnold
- 1810   Franc. Hajek, n. 15. 12. 1765 Mn. Hradiště, o. 30. 8. 1789, † 22. 4. 1826
- 1826   Jos. Hála, n. 3. 6. 1789 Parvobielens, o. 24. 8. 1812, † 19. 1. 1828
- 1828   Petr. Franc. Kregčj, n. 27. 1. 1796, Březynenc., o. 24. 8. 1819, † 4. 7. 1870
- 1837   dec. vacat, cap. Joann. Cžermak
- 1839   Jos. Schaurek, n. 21. 9. 1787 Zasadens, o. 24. 4. 1813, † 9. 2. 1864
- 1864   Joann. Šolc, n. 25. 2. 1801 Lestinens., o. 27. 8. 1825, † 17. 6. 1874
- 1874   dec. vacat, admin. interc. Jos. Svoboda
- 1876   dec. vacat, admi. interc. Jos. Turek
- 1877   Jan Čermák, děkan, n. 7. 12. 1807 Neobolesl., o. 28. 9. 1832, † 13. 3. 1880
- 1881   Jos. Svoboda, n. 24. 3. 1834 Turnau, o. 25. 7. 1857, † 4. 6. 1905
- 1905   Anton. Čermák, n. 7. 1. 1852 Blahotice, o. 15. 7. 1876, † 4. 11. 1913
- 1912   Jos. Horčička, n. 18. 2. 1873 Oudrnice, o. 10. 7. 1898 † 1. 10. 1930
- 1920   Henr. Macoun, n. 12. 10. 1868 Vosek, o. 17. 7. 1892
- 1926   dec. vacat, admin. interc. Henr. Macoun
- 1. 7.  1926 Eduard Richta, n. 8. 9. 1874 Kukleny, o. 10. 7. 1898, † 11. 8. 1957
- 1. 9.  1950 Augustin Šumbera
- 1. 5.  1951 Jaroslav Drábek
- 1. 3. 1952 František Zimmerhackel
- 22. 2. 1958 Bohumil Řezníček
- 1. 6.  1958 Klement Ruisl, n. 6. 5. 1920, † 8. 9. 2003, admin.; od r. 1991 děkan
- 1. 6.  1991 Jiří Václav Hladík O.P., děkan
- 1. 9.  1996 Václav Vlasák, admin.; od 1. 9. 2011 děkan
  - 1. 4. 2016 Mgr. Ing. Michael Koudelkal, trvalý jáhen[3][4]

Kromě kněží stojících v čele farnosti, působili ve farnosti v průběhu její historie i jiní kněží. Většinou pracovali jako farní vikáři, kaplani, katecheté, výpomocní duchovní aj.

## Území farnosti
Do farnosti náleží území obce:
- Bělá (Bilai, varianta Běla[5])[p 2]
- Bukovina (Bukowina[5])[p 2]
- Dubecko[2]
- Hrachovice (Hrachowitz[5])[p 2]
- Hruštice (ad Turnov),[2] (Hruschtitz[5])[p 2]
- Chloumek (Chlomek[5])[p 2]
- Chutnovka (Chutnowka[5])[p 2]
- Kadeřavec (Kaderschawetz, varianta Kadeřawetz[5])[p 2]
- Karlovice (Karlowitz[5])[p 2]
- Kvítkovice (Kwitkowitz[5])[p 2]
- Loktuše (Lochtusch[5])[p 2]
- Mašov (Maschau[5])[p 2]
- Nová Ves (Neudorf[5])[p 2]
- Nudvojovice (ad Turnov),[2] (Nudwojowitz[5])[p 2]
- Pelešany (Peleschan[5])[p 2]
- Přáslavice – místní část Karlovic[2]
- Podhájí (Podhaj[5])[p 2]
- Rohliny (Rochlin[5])[p 2]
- Sekerkovy Loučky (Loutschek[5])[p 2]
- Stebno (Stebno,[5] varianta Stebeň[2][5])[p 2]
- Svatoňovice (Swatonowitz[5])[p 2]
- Turnov (Turnau[2][5])[p 2]
- Vesec (Wesetz[5])[p 2]

## Římskokatolické sakrální stavby a místa kultu na území farnosti
| | Fotografie | Stavba                                  | Místo       | Bohoslužby                      | Zeměpisné souřadnice             | Status                | Číslo kulturní památky                       |
| Kostely | Kostely    | Kostely                                 | Kostely     | Kostely                         | Kostely                          | Kostely               | Kostely                                      |
| --- | ---------- | --------------------------------------- | ----------- | ------------------------------- | -------------------------------- | --------------------- | -------------------------------------------- |
| 1. |            | Kostel sv. Mikuláše                     | Turnov      | bližší informace o bohoslužbách | 50°35′19″ s. š., 15°9′25″ v. d.  | děkanský farní kostel | 19273/6-2818 (Pk•MIS•Sez•Obr•WD) (Q12030942) |
| 2. |            | Kostel Narození Panny Marie             | Turnov      | bližší informace o bohoslužbách | 50°35′13″ s. š., 15°9′35″ v. d.  | filiální kostel       | 22658/6-2815 (Pk•MIS•Sez•Obr•WD) (Q12030402) |
| 3. |            | Kostel sv. Františka z Assisi           | Turnov      | bližší informace o bohoslužbách | 50°35′16″ s. š., 15°9′29″ v. d.  | filiální kostel       | 37175/6-2817 (Pk•MIS•Sez•Obr•WD) (Q24877382) |
| 4. |            | Kostel sv. Matěje                       | Hruštice    | bližší informace o bohoslužbách | 50°35′27″ s. š., 15°10′8″ v. d.  | filiální kostel       | 14994/6-2837 (Pk•MIS•Sez•Obr•WD) (Q25454989) |
| 5. |            | Kostel sv. Jiří                         | Přáslavice  | bližší informace o bohoslužbách | 50°33′37″ s. š., 15°12′35″ v. d. | filiální kostel       | 14366/6-2633 (Pk•MIS•Sez•Obr•WD) (Q12030834) |
| 6. |            | Kostel sv. Jana Křtitele                | Nudvojovice | bližší informace o bohoslužbách | 50°34′55″ s. š., 15°8′9″ v. d.   | filiální kostel       | 45976/6-2842 (Pk•MIS•Sez•Obr•WD) (Q24877406) |
| 7. |            | Kaple Navštívení Panny Marie            | Mašov       | bližší informace o bohoslužbách | 50°34′22″ s. š., 15°8′59″ v. d.  | kaple                 | —                                            |
| Kaple |            |                                         |             |                                 |                                  |                       |                                              |
| 8. |            | Kaple sv. Jana Nepomuckého              | Valdštejn   | bližší informace o bohoslužbách | 50°33′45″ s. š., 15°10′2″ v. d.  | obecní kaple          | 45773/6-2841 (Pk•MIS•Sez•Obr•WD) (Q26207144) |
| 9. |            | Kaple sv. Josefa, Domov důchodců Pohoda | Turnov      | bližší informace o bohoslužbách | 50°35′21″ s. š., 15°10′0″ v. d.  | oratoř                | —                                            |
| Některé drobné sakrální stavby a pamětihodnosti lze dohledat zde v databázi Drobné sakrální památky Zaniklé sakrální stavby lze dohledat zde v databázi Poškozené a zničené kostely, kaple a synagogy v České republice |            |                                         |             |                                 |                                  |                       |                                              |

Ve farnosti se mohou nacházet i další drobné sakrální stavby, místa římskokatolického kultu a pamětihodnosti, které neobsahuje tato tabulka.

## Farní obvod
Z důvodu efektivity duchovní správy byl vytvořen farní obvod (kolatura) sestávající z přidružené farnosti spravované excurrendo z Turnova. Jedná se o farnost Jeníšovice.

## Galerie

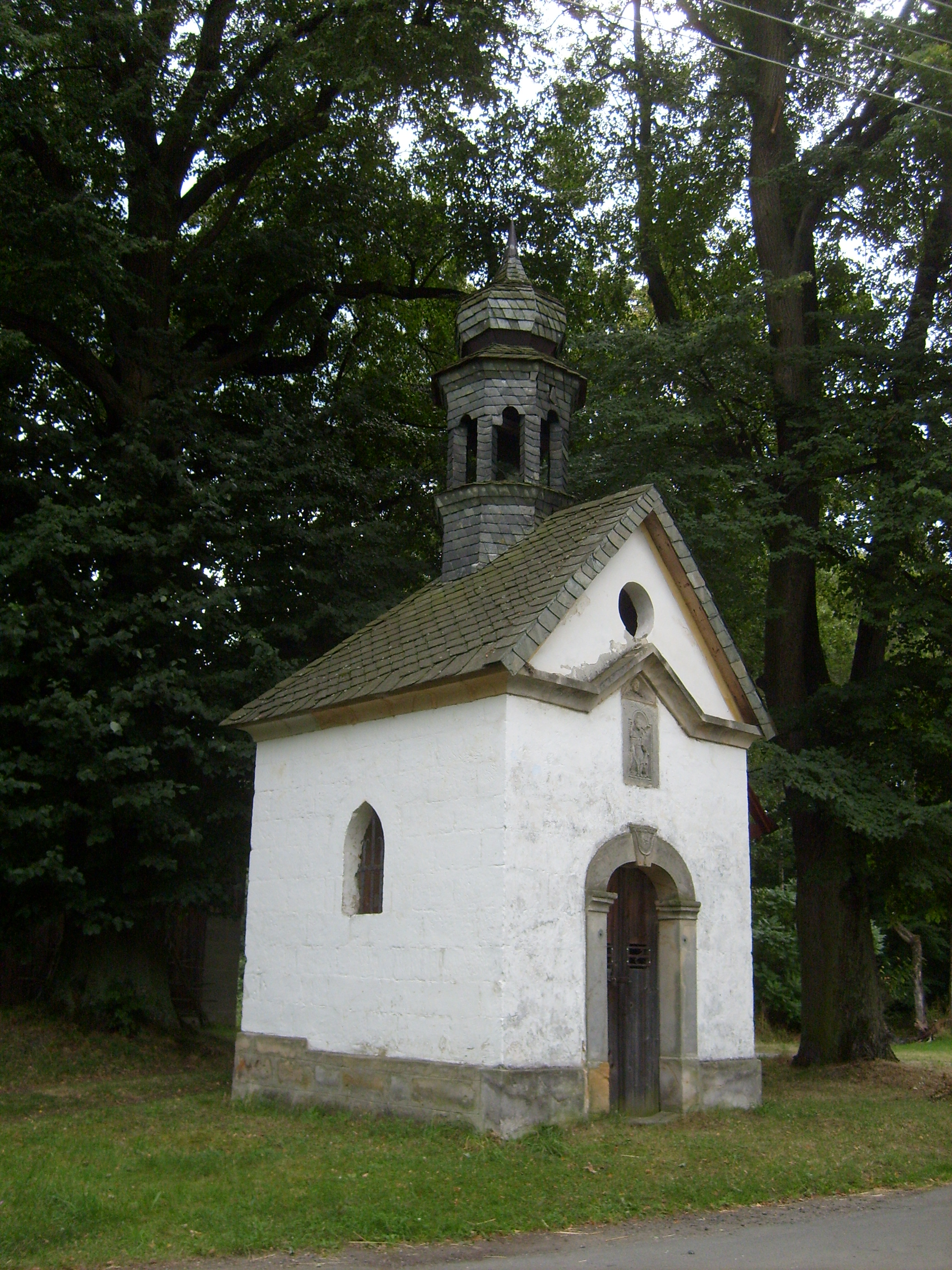
Kaplička v Dubecku
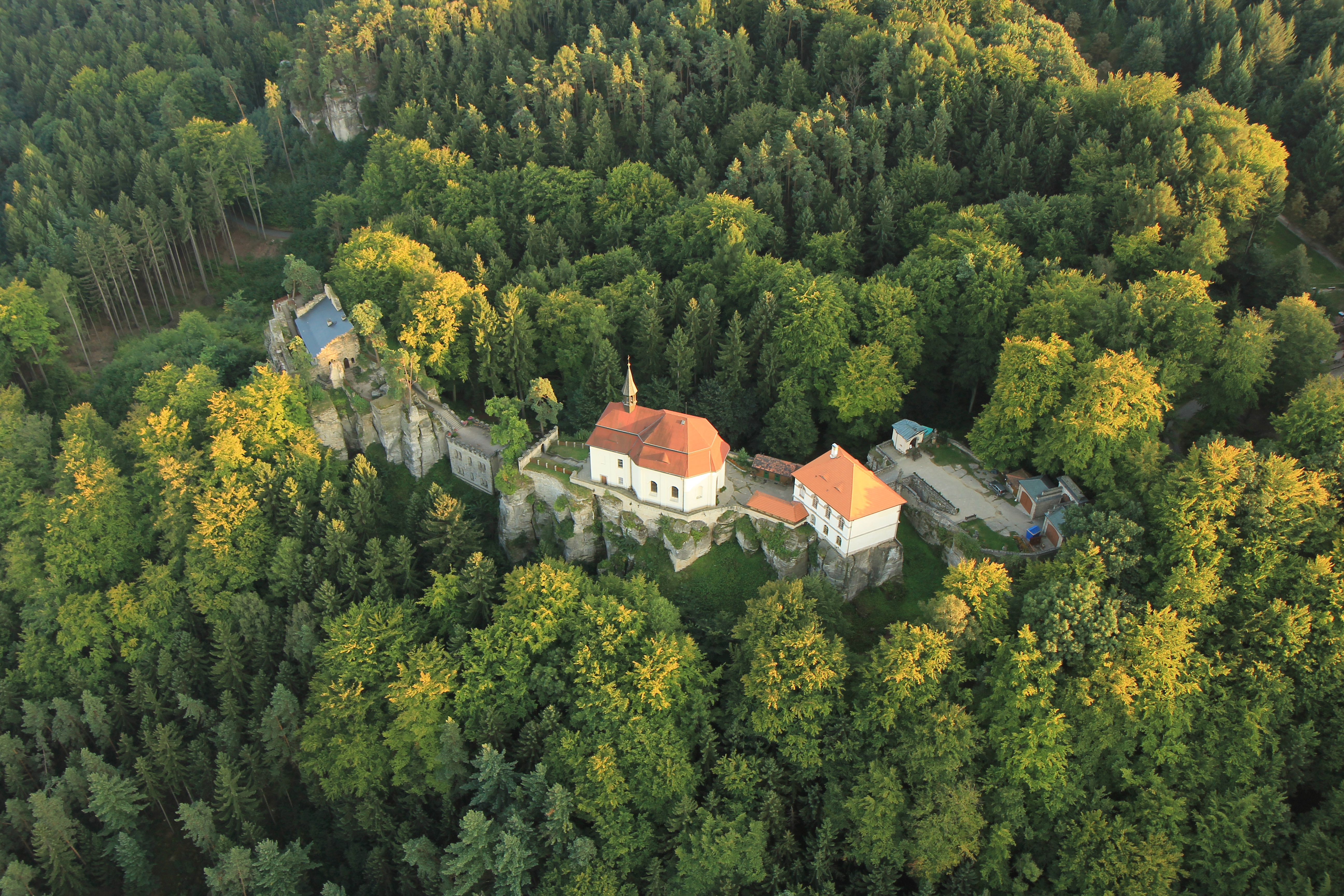
Letecký snímek hradu Valdštejn s kaplí sv. Jana Nepomuckého
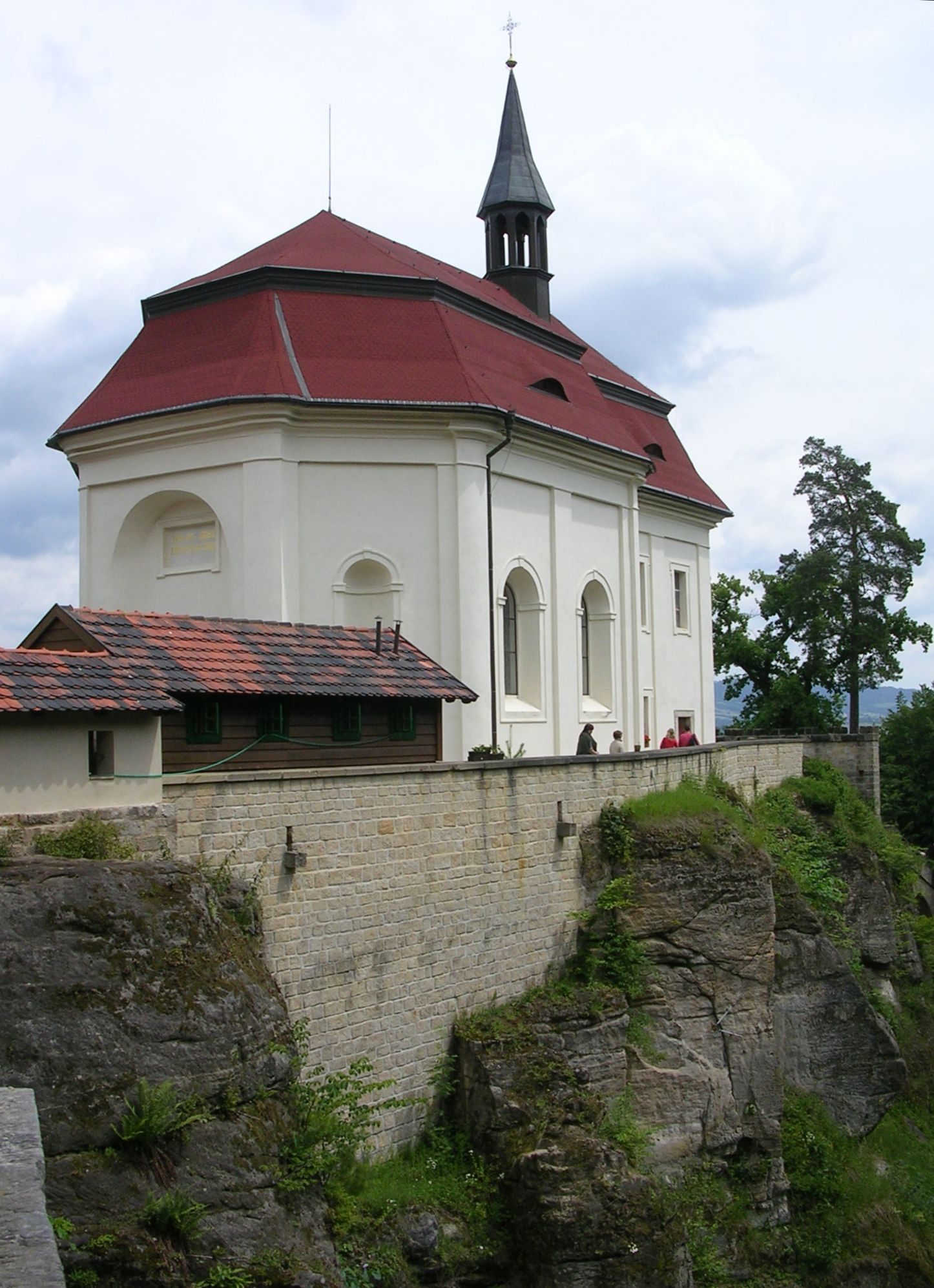
Kaple sv. Jana Nepomuckého (hrad Valdštejn)
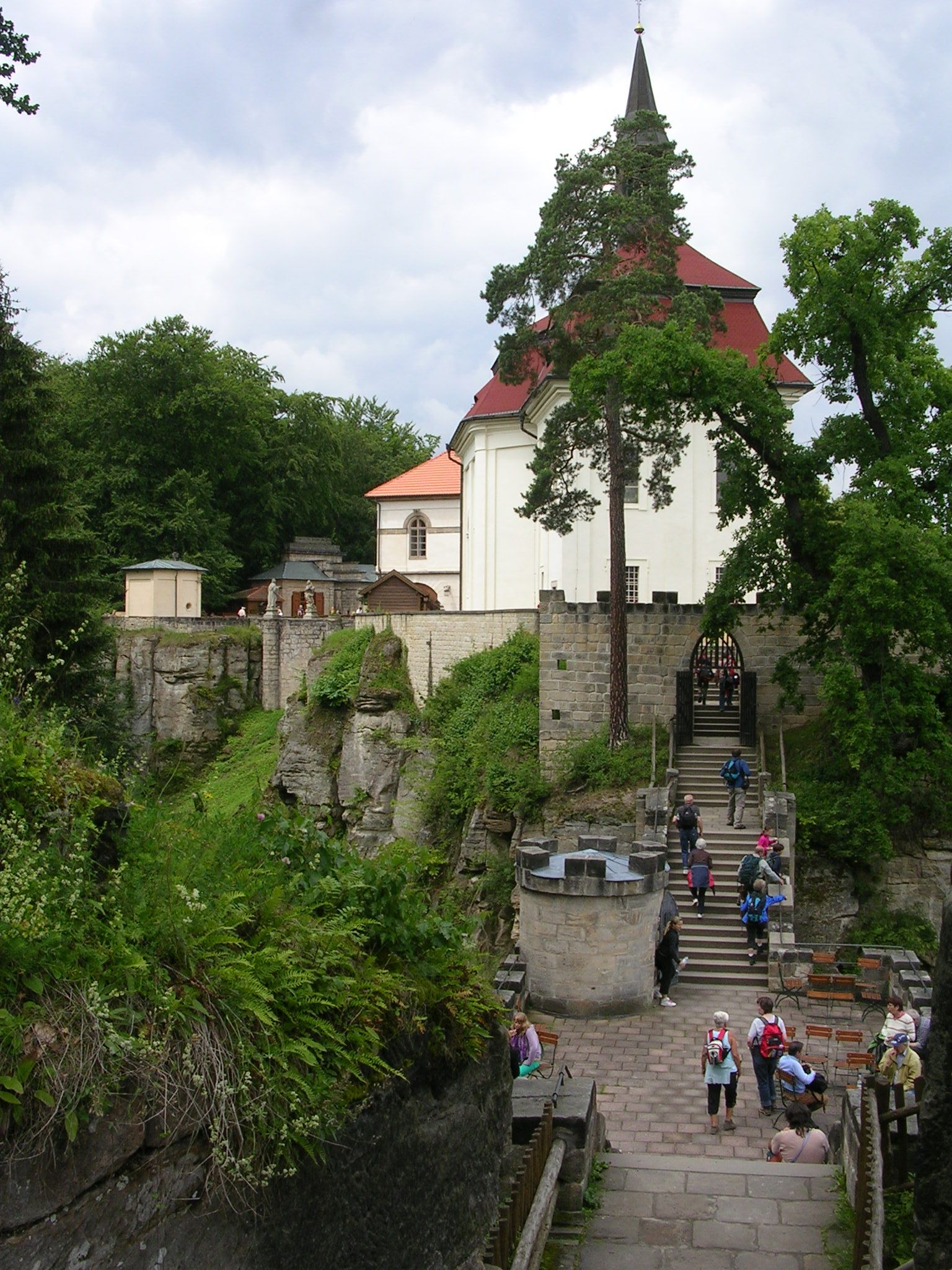
Kaple sv. Jana Nepomuckého na hradě Valdštejn (pohled od východu)
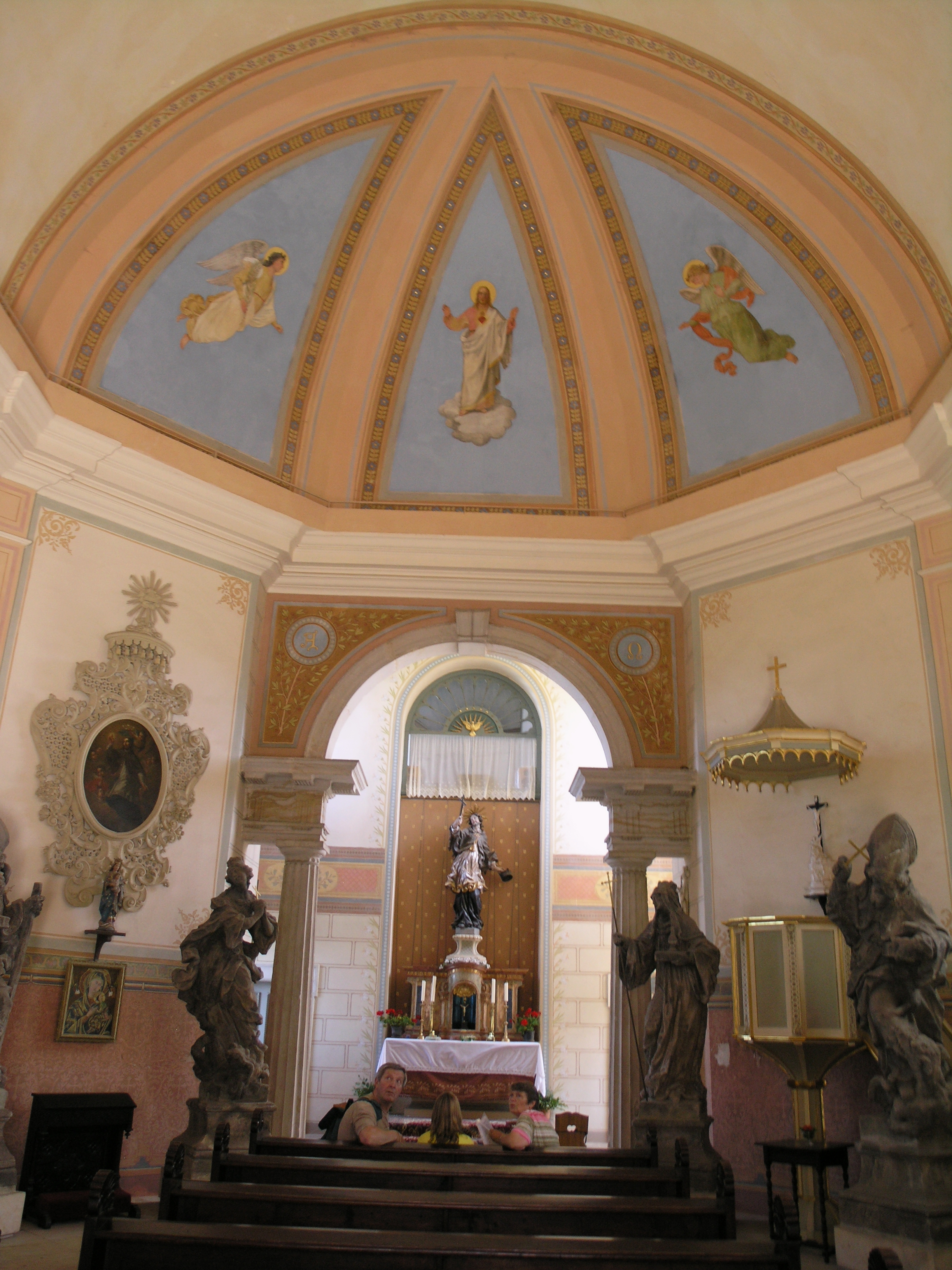
Interiér kopule kaple sv. Jana Nepomuckého (hrad Valdštejn)
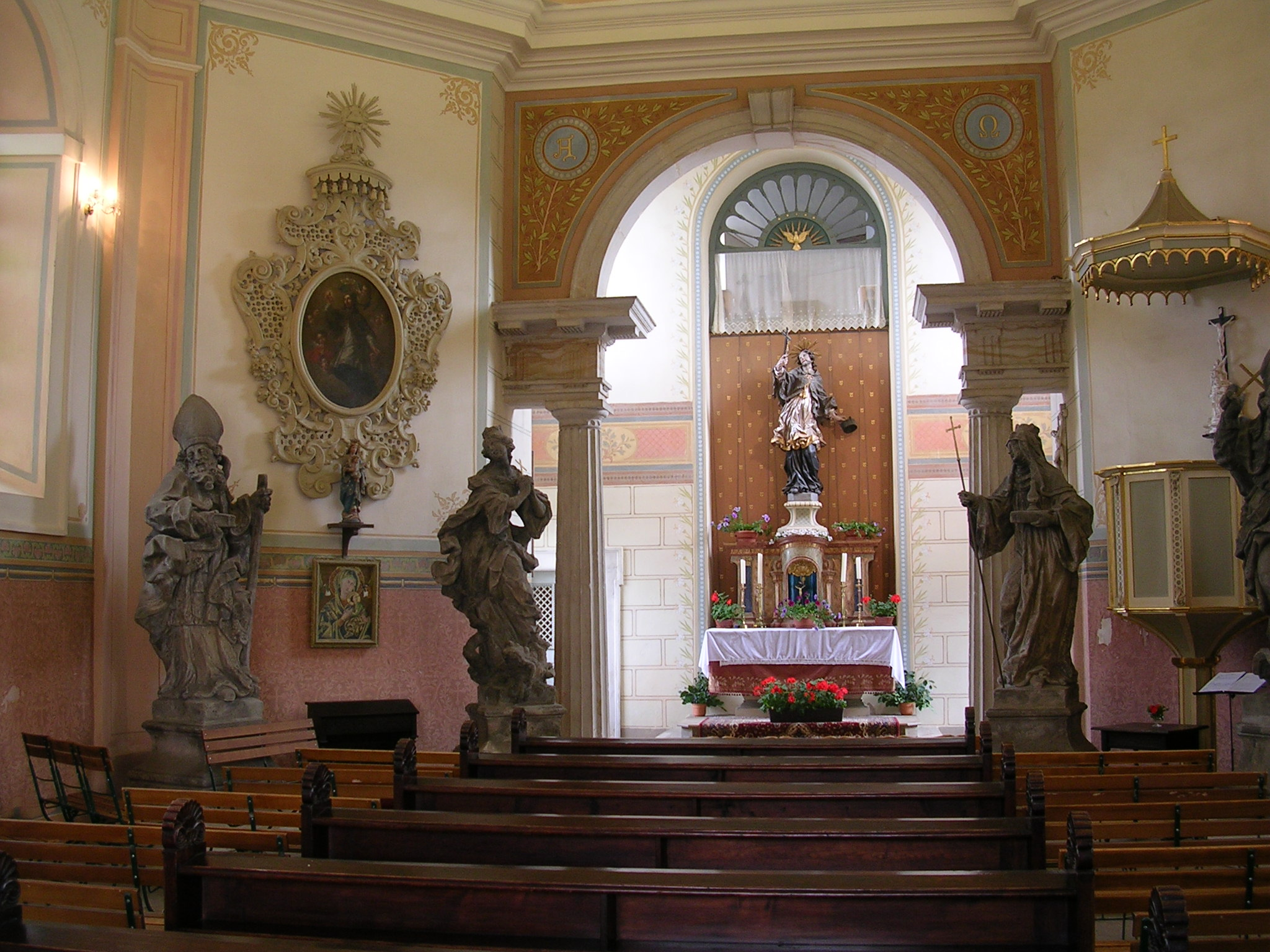
Pohled do presbytáře kaple sv. Jana Nepomuckého (hrad Valdštejn)
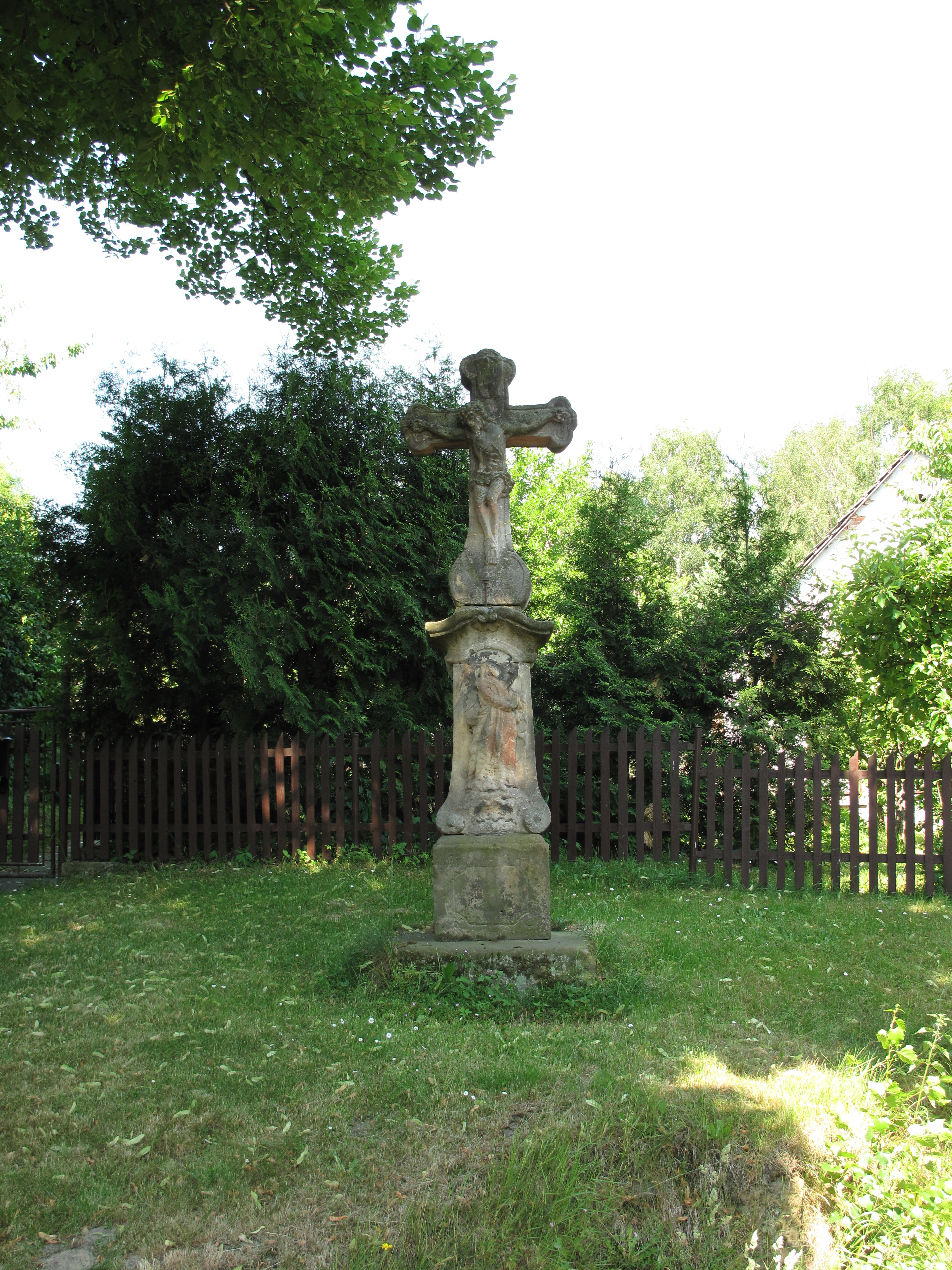
Kamenný kříž ve Svatoňovicích
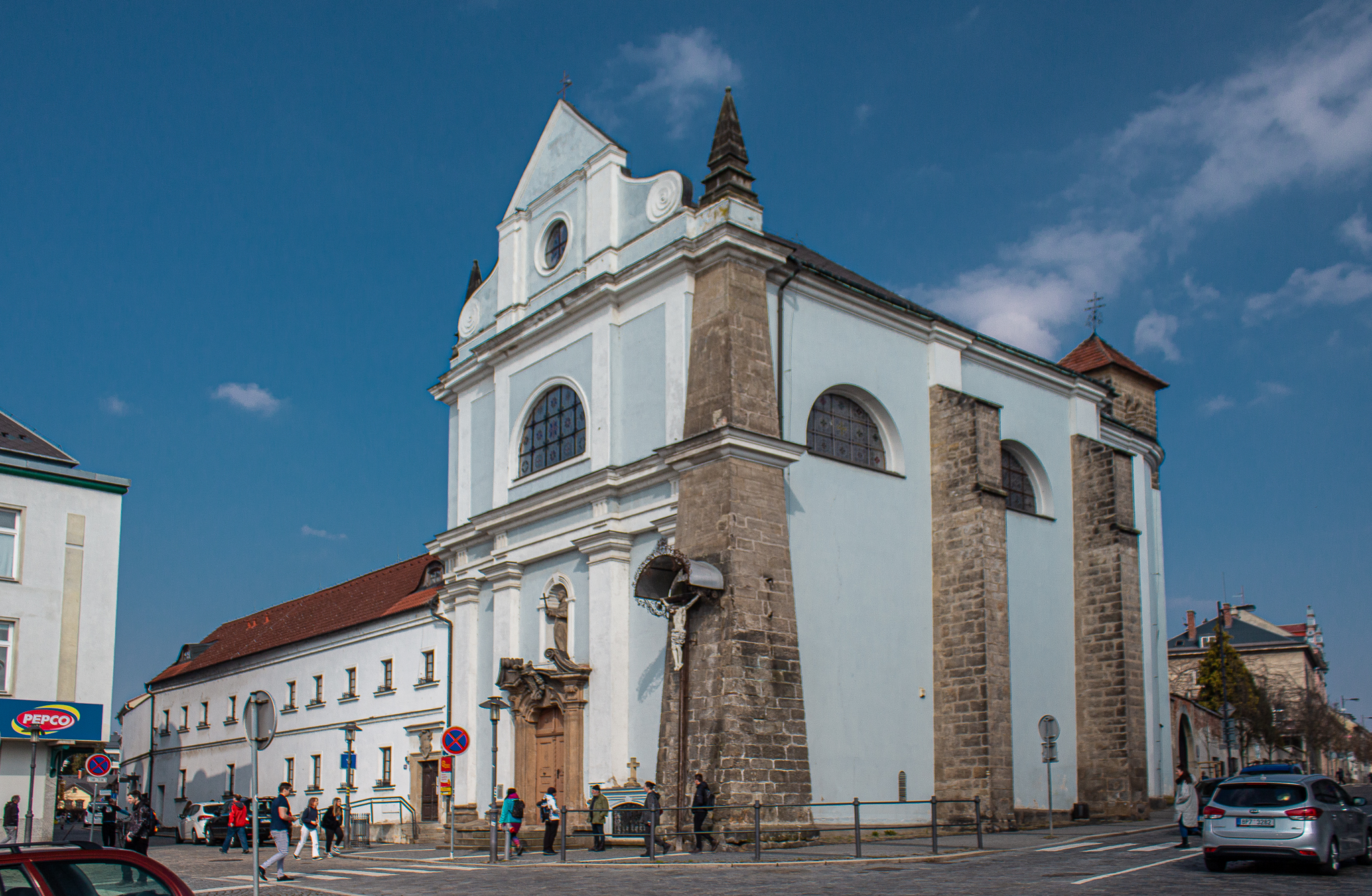
Kostel sv. Františka z Assisi v Turnově
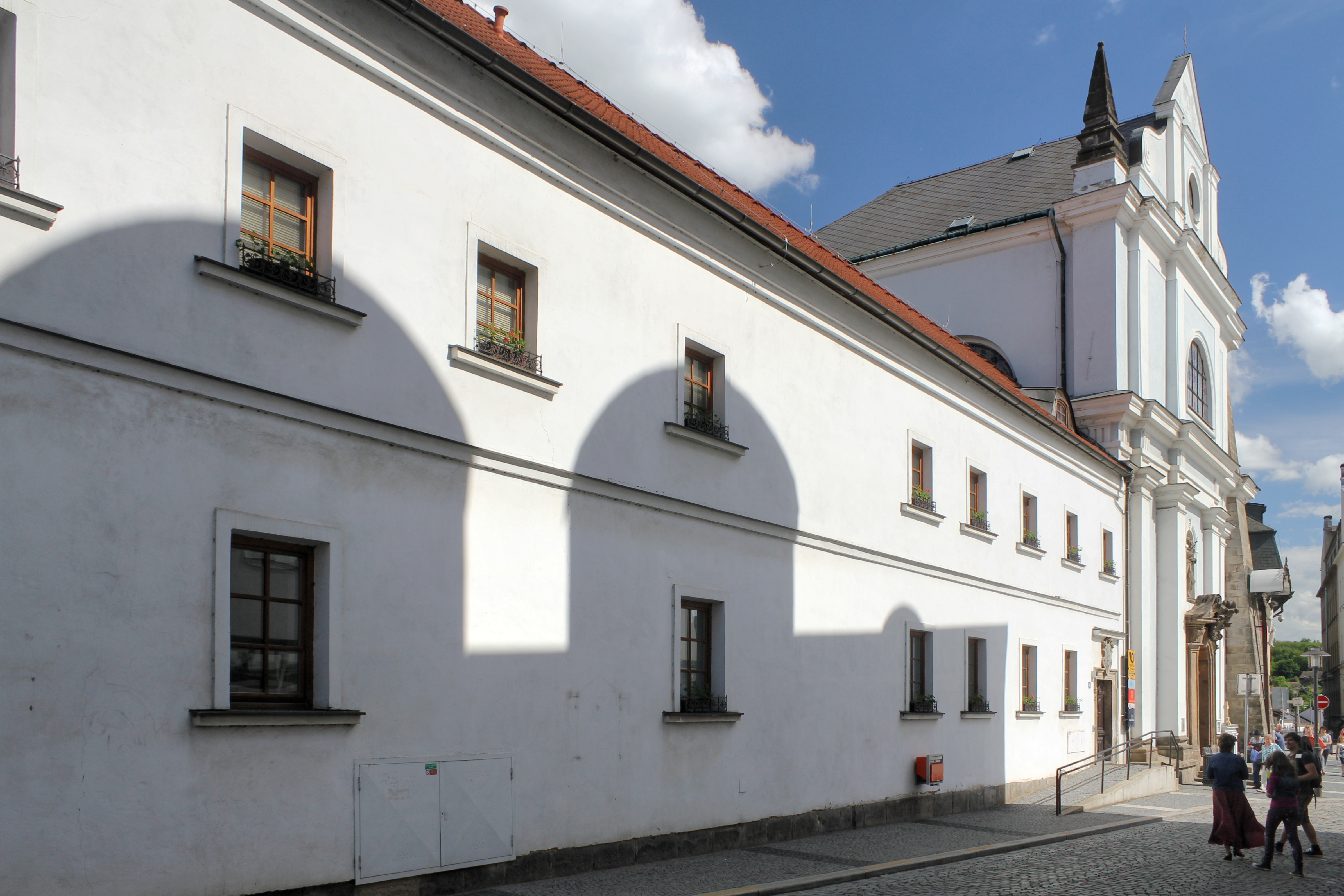
Františkánský klášter a kostel sv. Františka z Assisi v Turnově
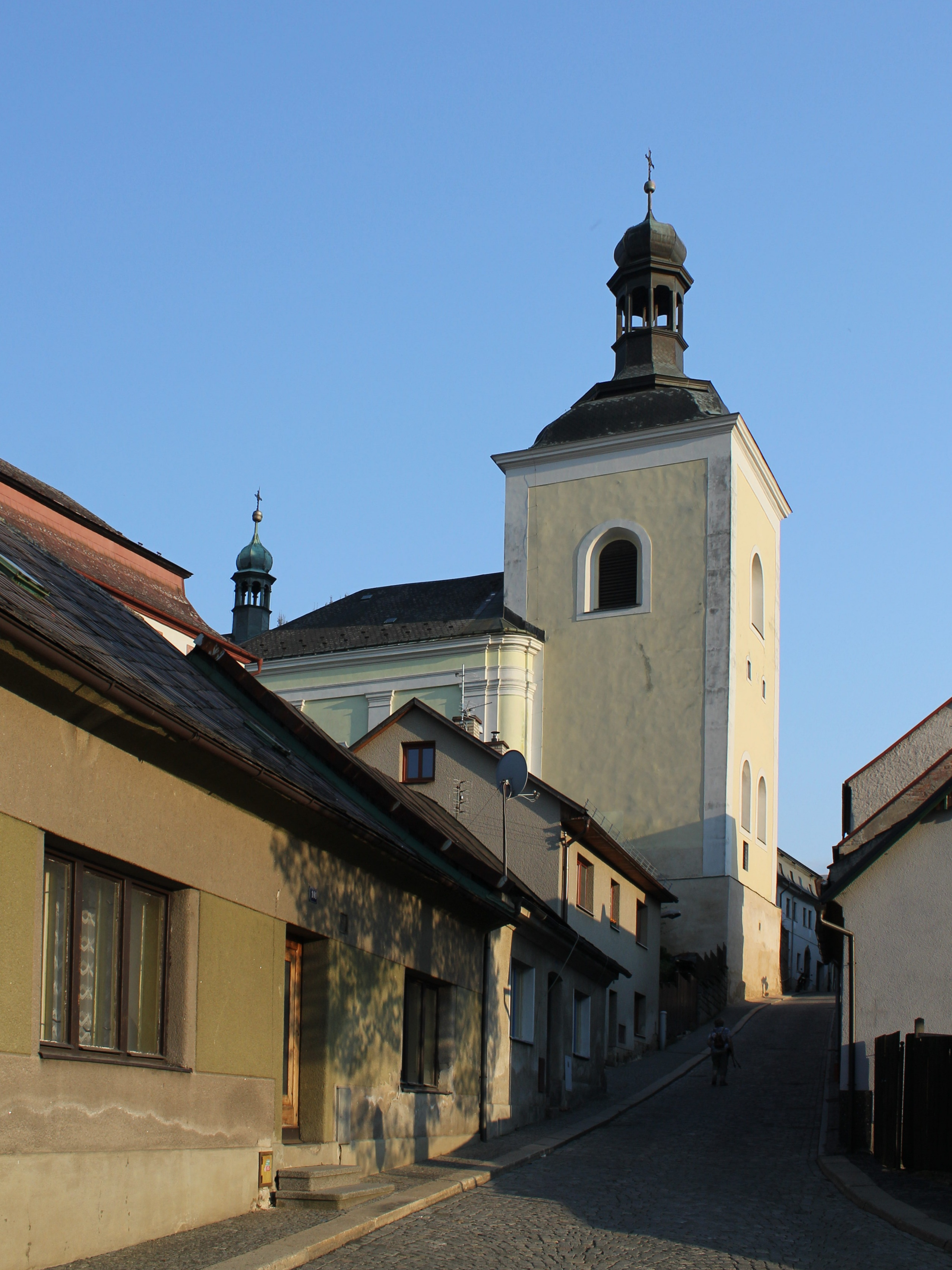
Věž kostela sv. Mikuláše v Turnově
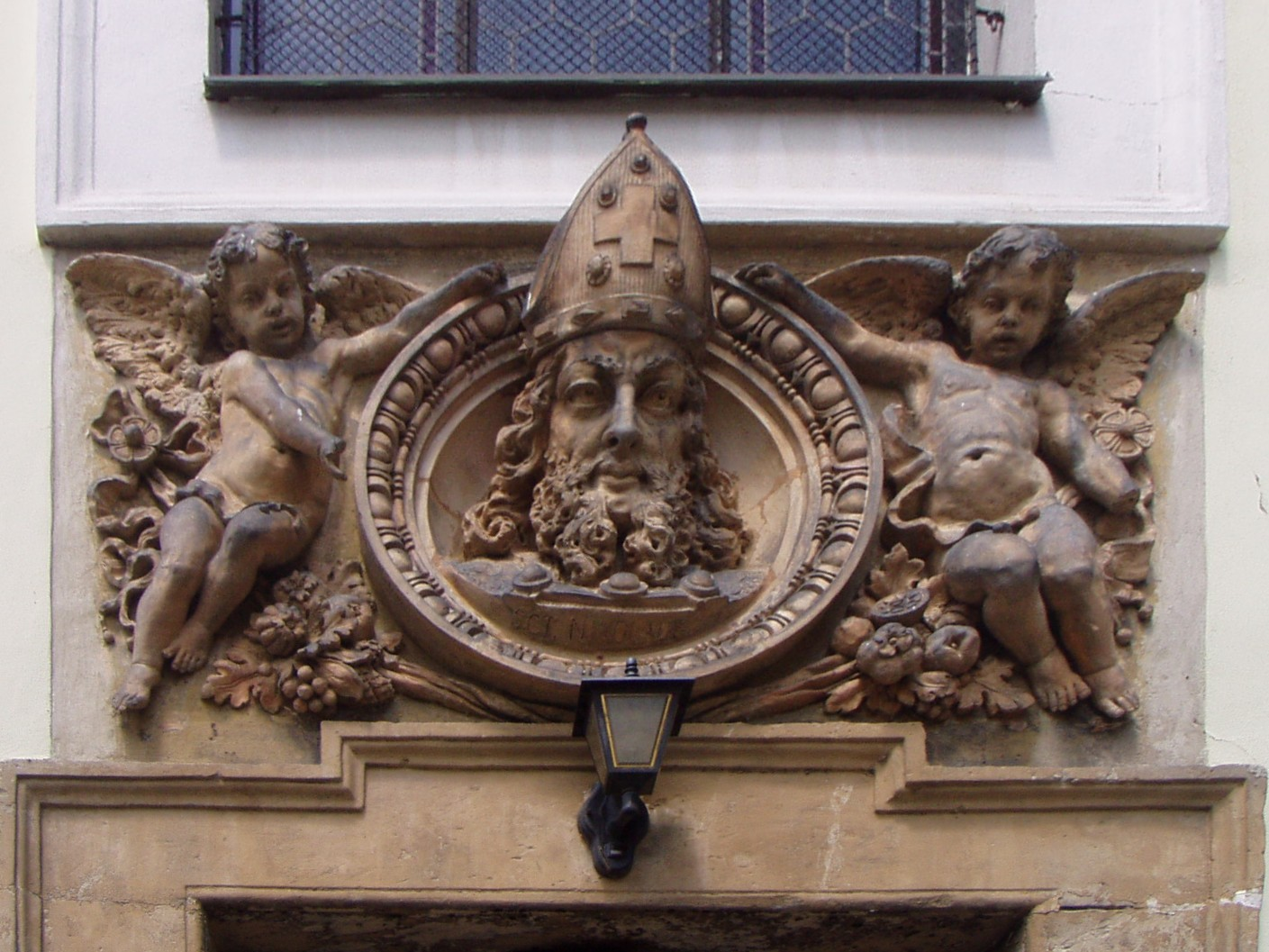
Reliéf nad portálem kostela sv. Mikuláše v Turnově
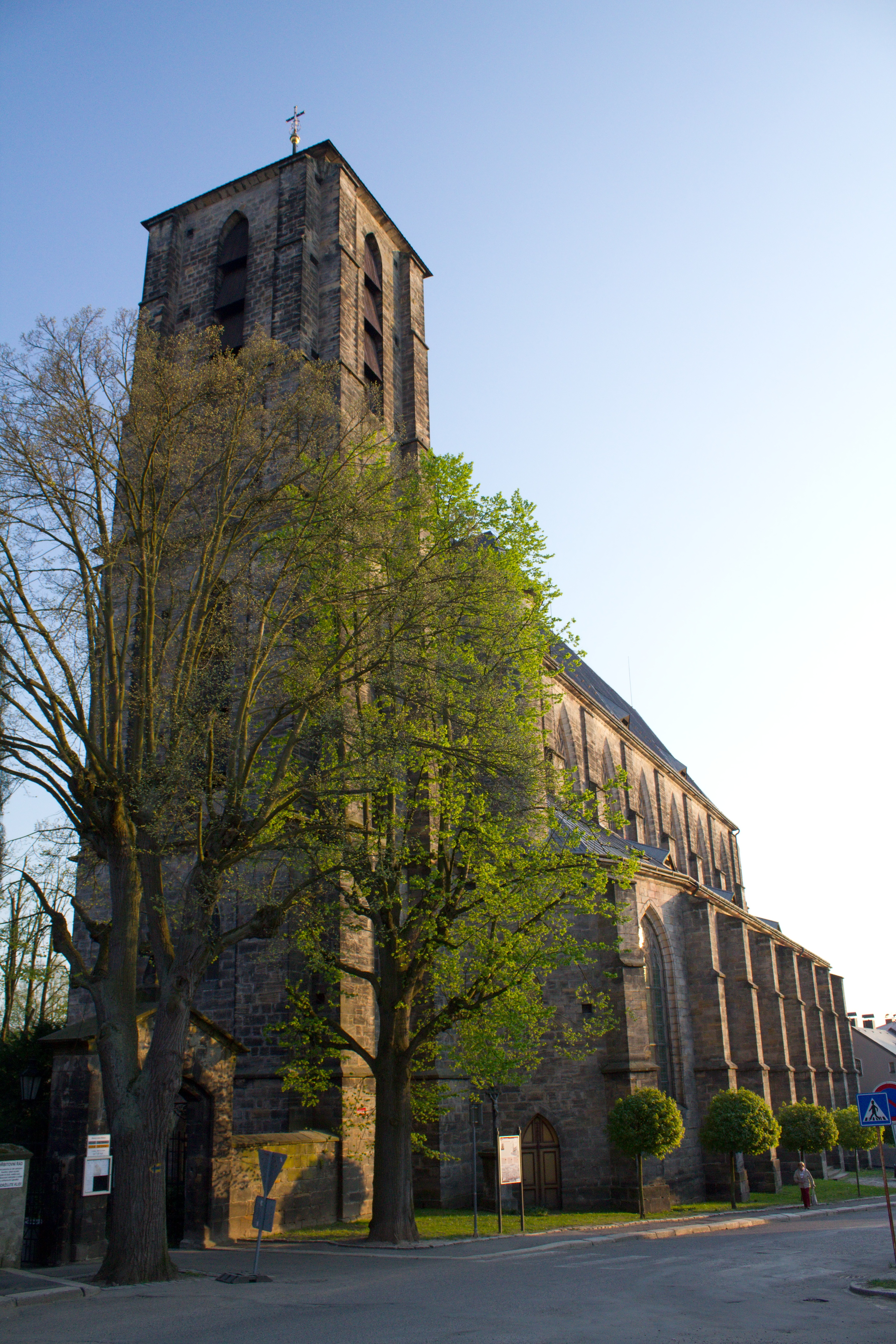
Věž a bok kostela Narození Panny Marie v Turnově
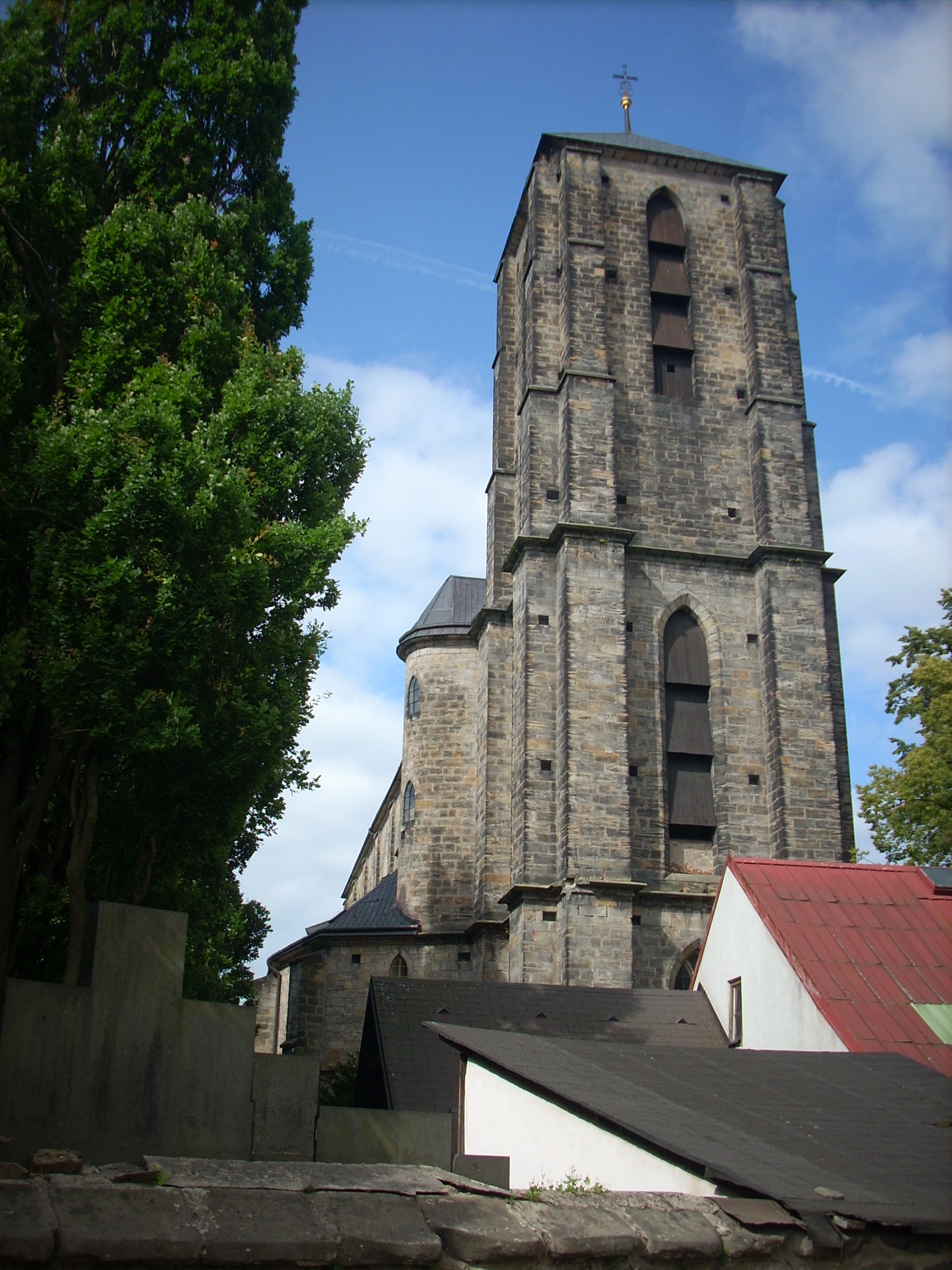
Věž kostela Narození Panny Marie v Turnově
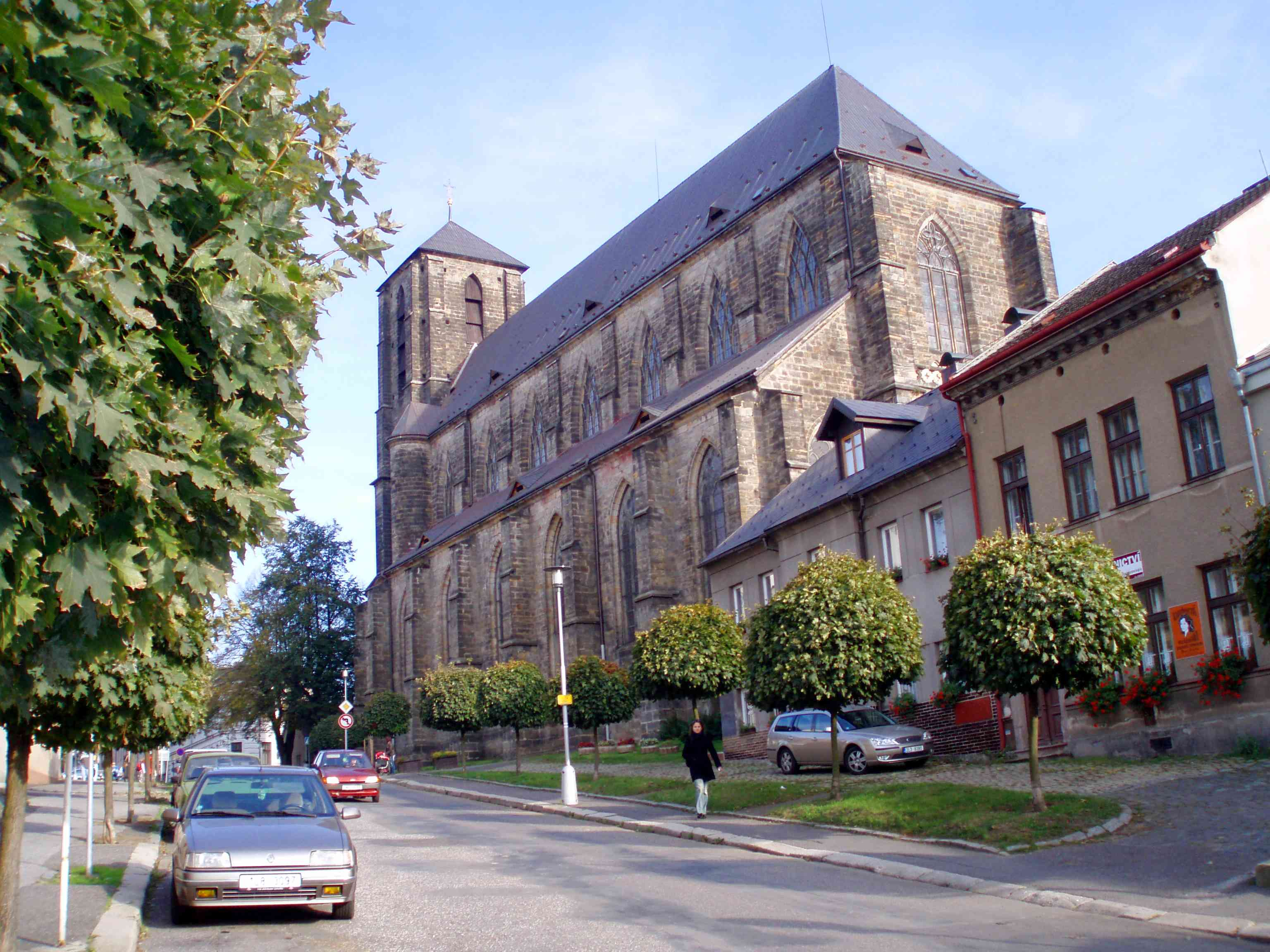
Závěr kostela Narození Panny Marie v Turnově
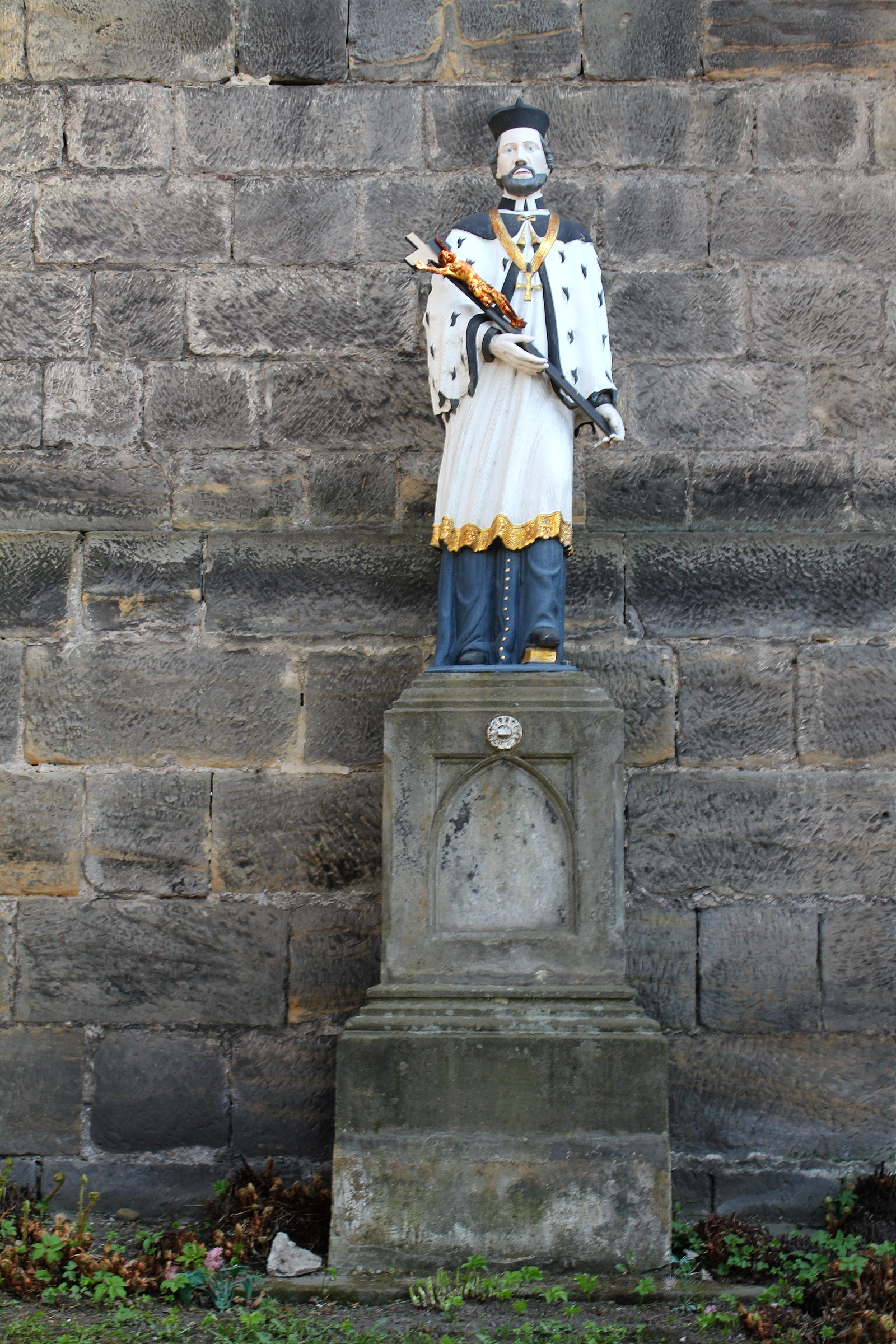
Socha sv. Jana Nepomuckého u kostela Narození Panny Marie
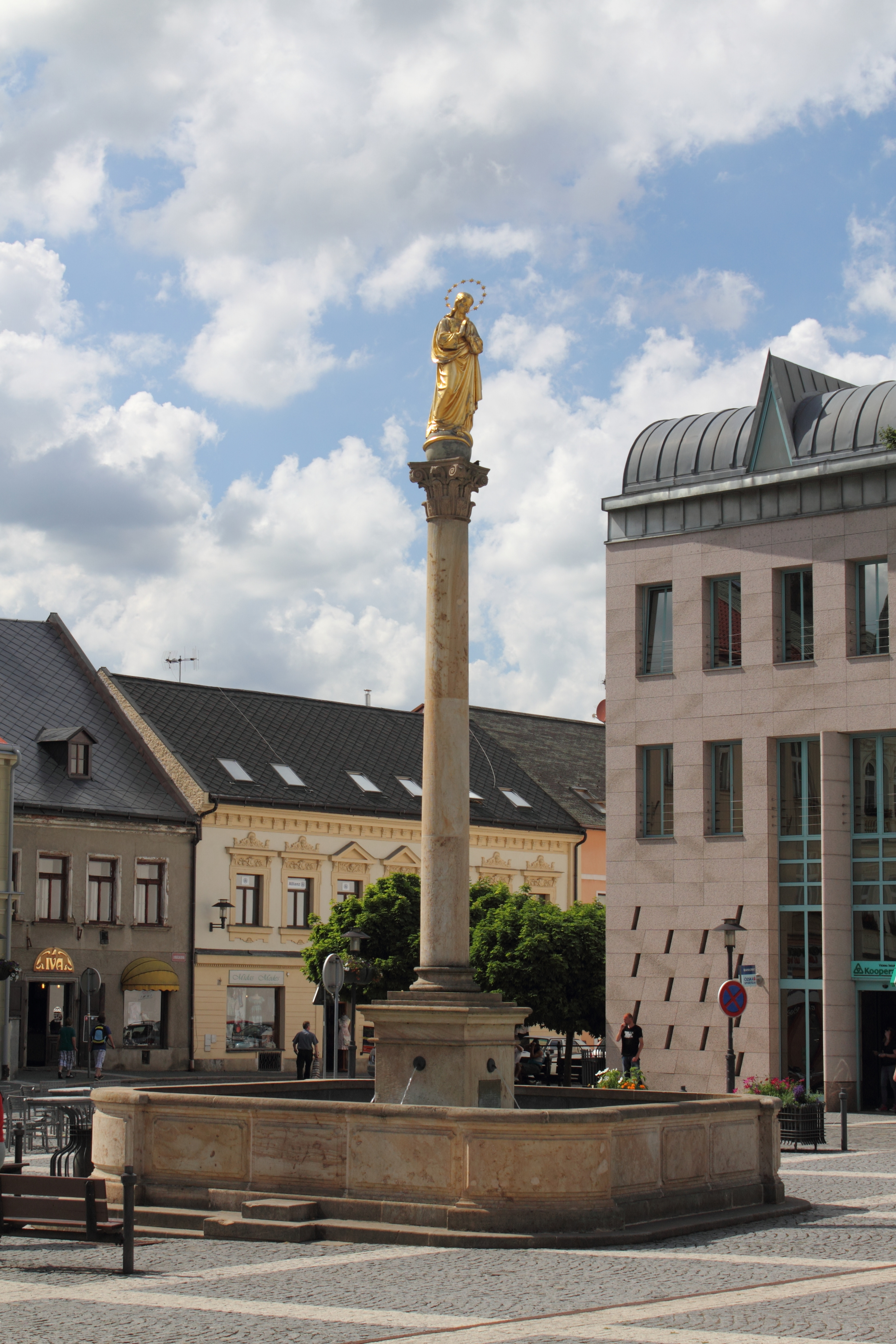
Mariánský sloup v Turnově
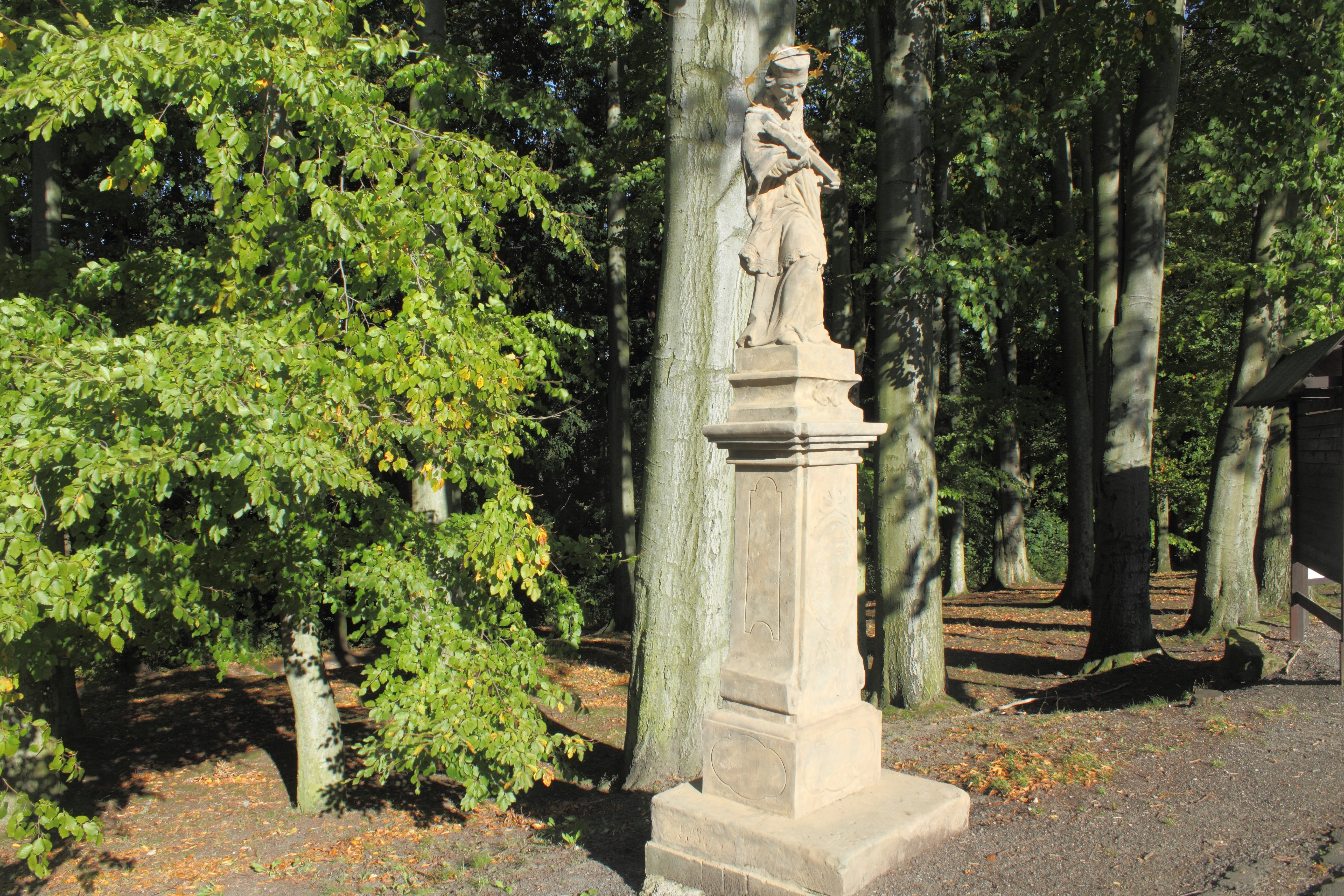
Socha sv. Jana Nepomuckého v Rývových sadech v Turnově
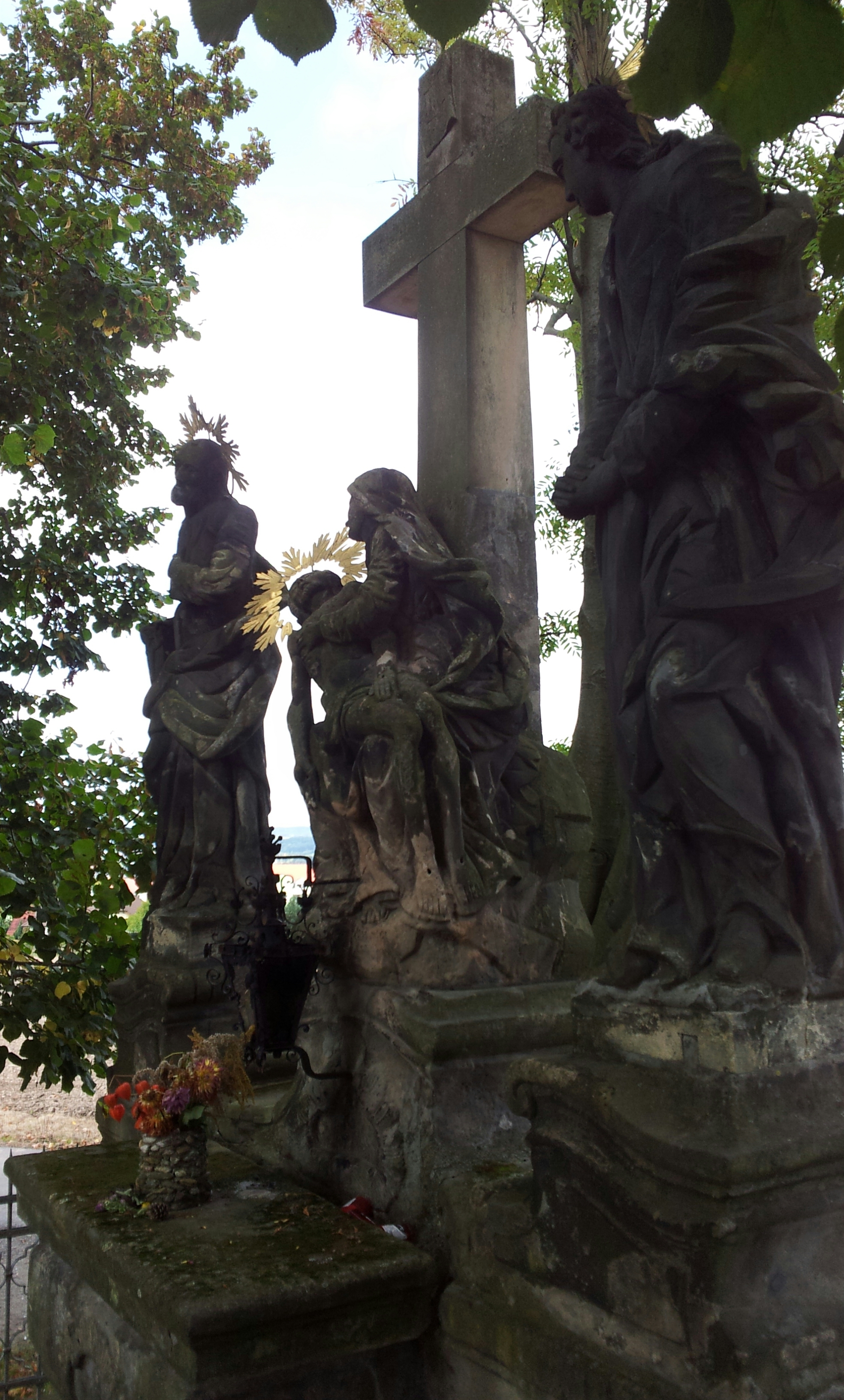
Sousoší Kálvárie (Turnov)
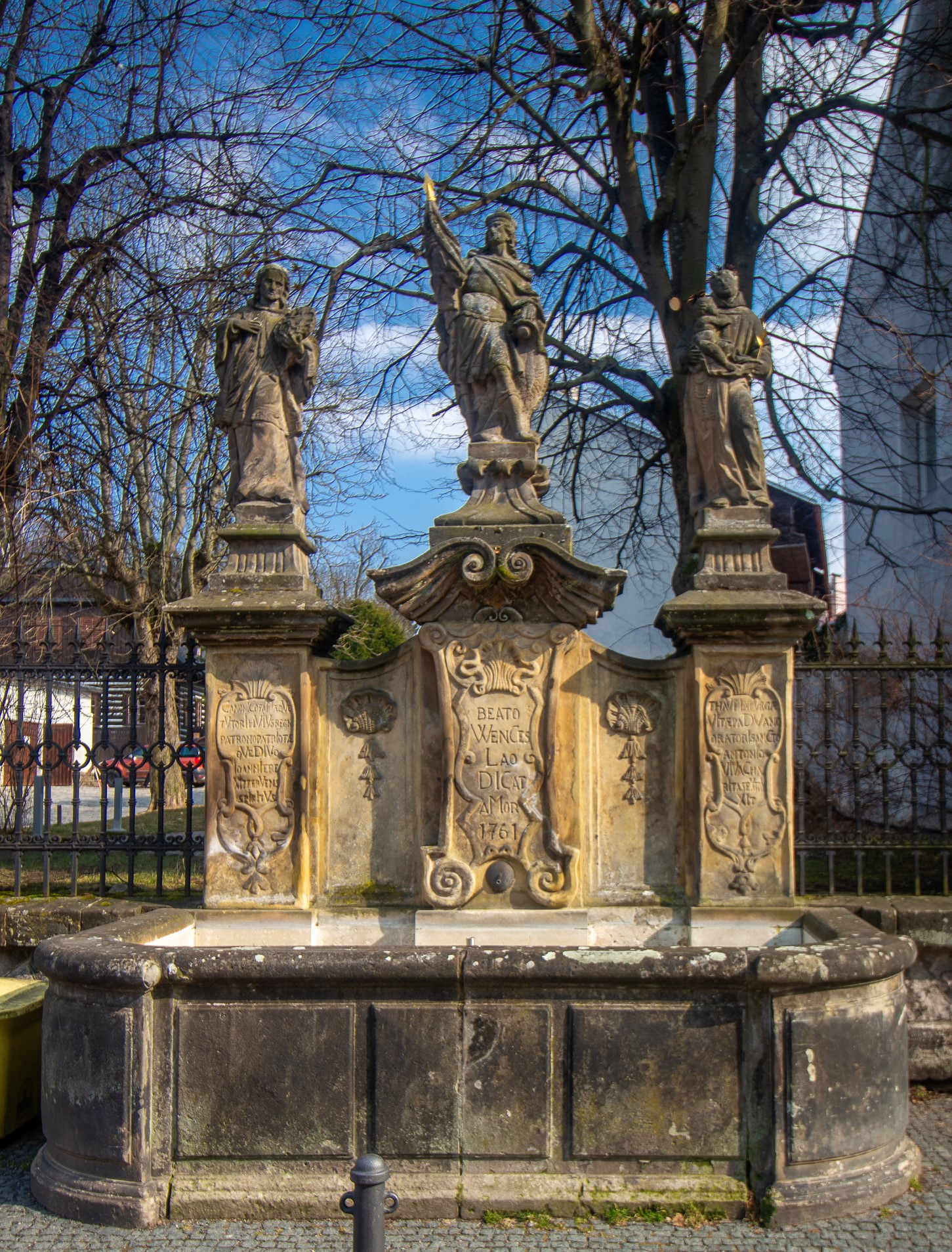
Sousoší sv. Václav, sv. Jan Nepomucký a sv. Antonín Paduánský (ul. Skálova, Turnov)
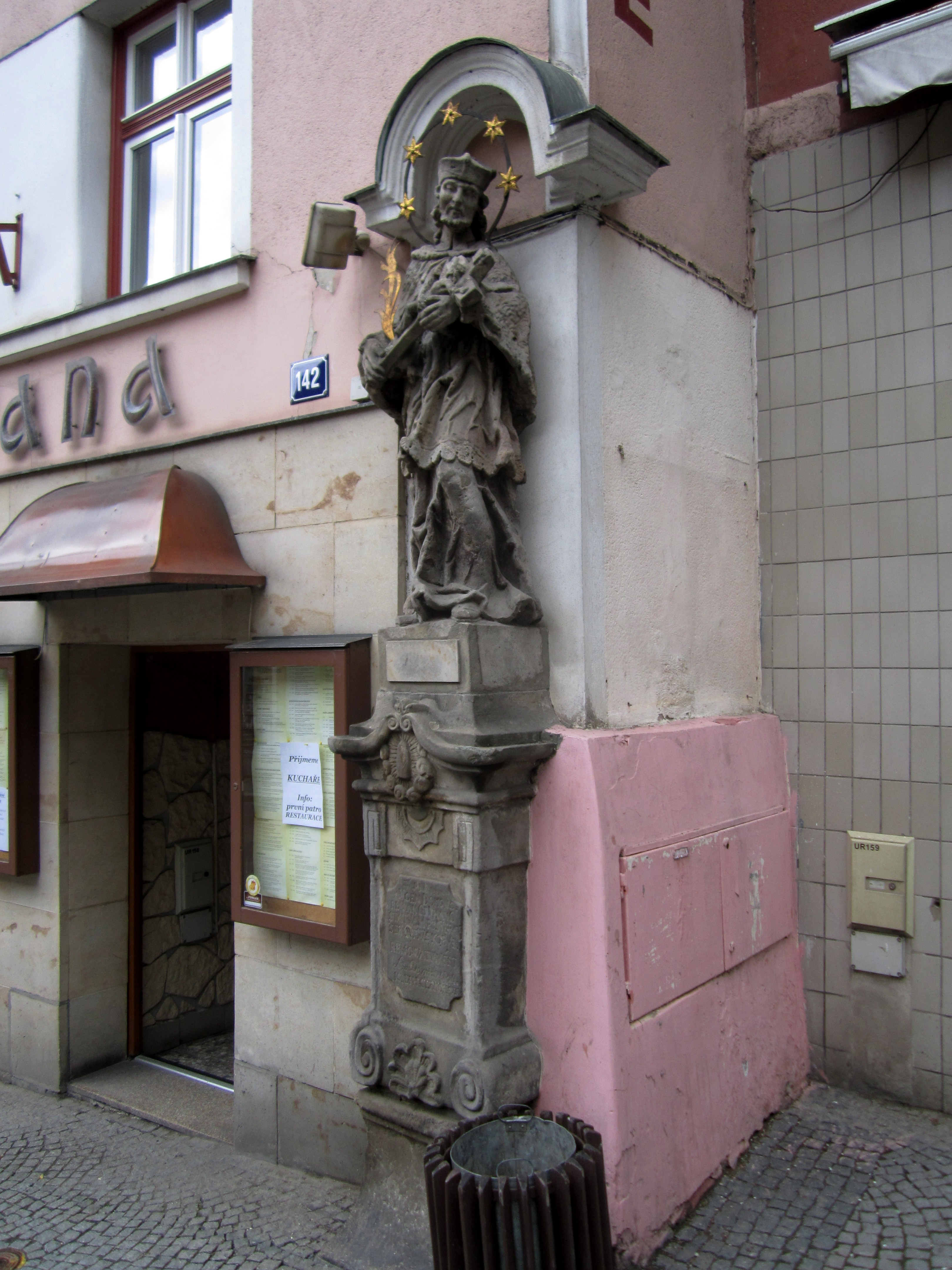
Socha sv. Jana Nepomuckého (ul. Hluboká, Turnov)
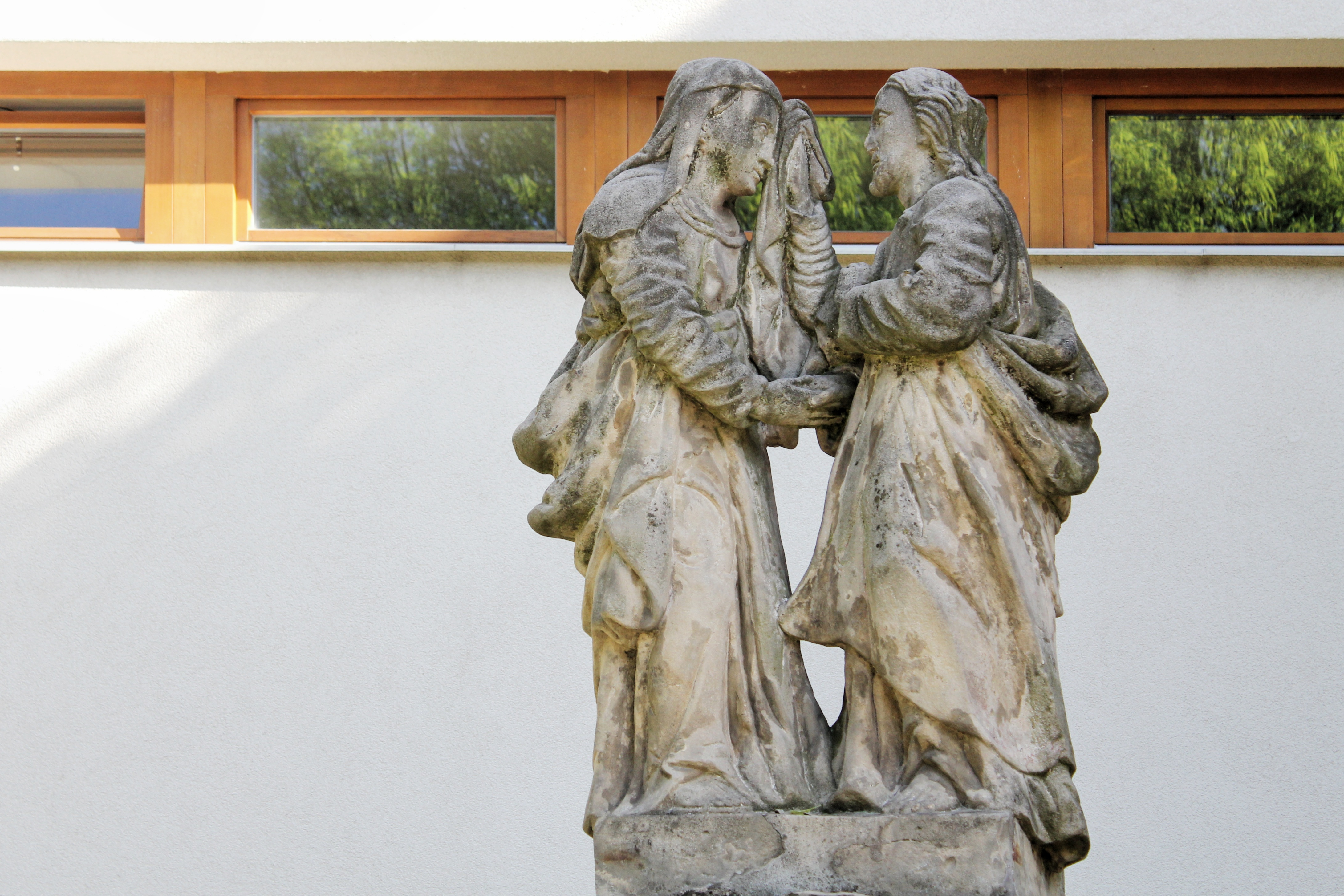
Sousoší Loučení Krista a Panny Marie (ul. 28. října, Turnov)
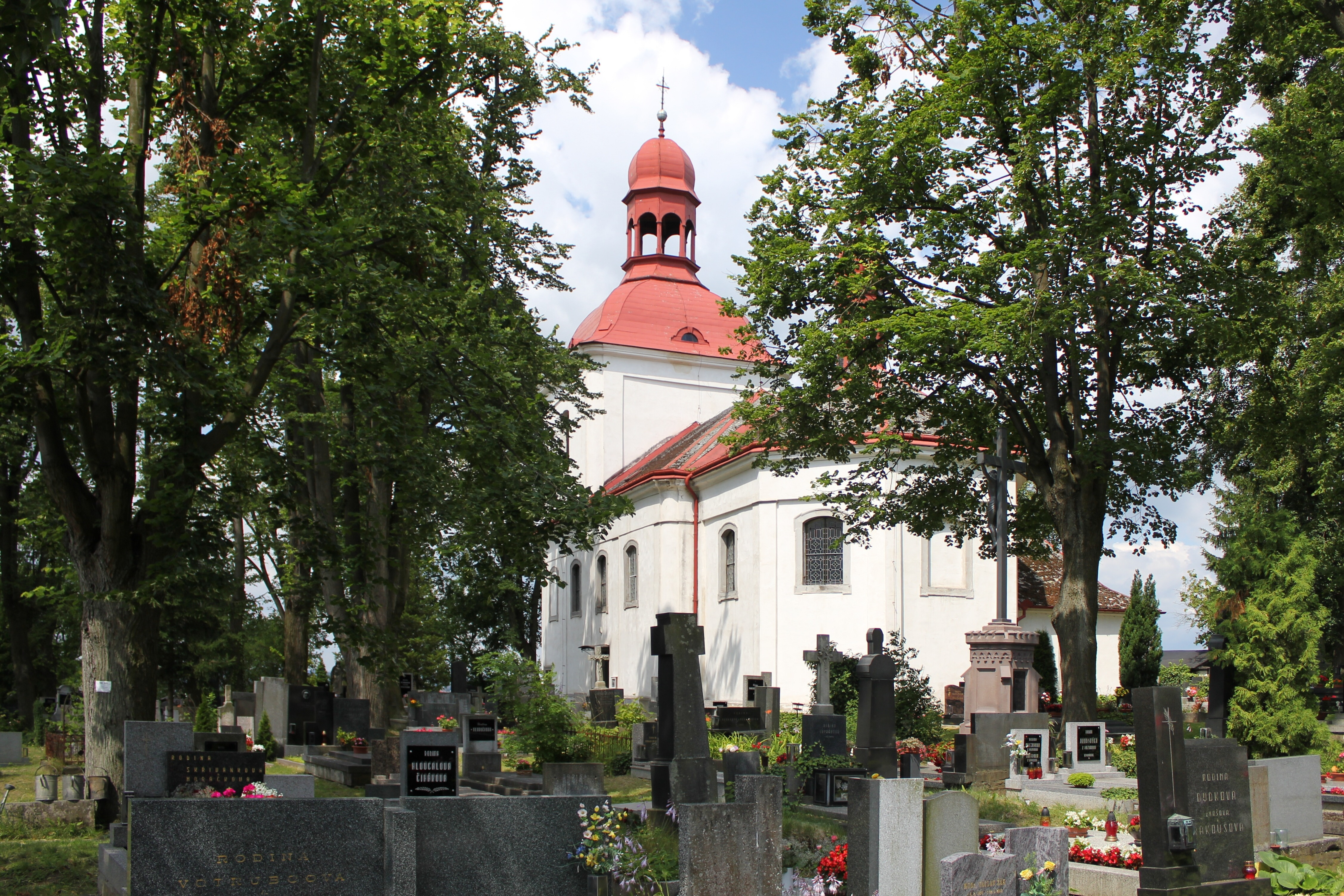
Hřbitov a kostel sv. Matěje v Hrušticích
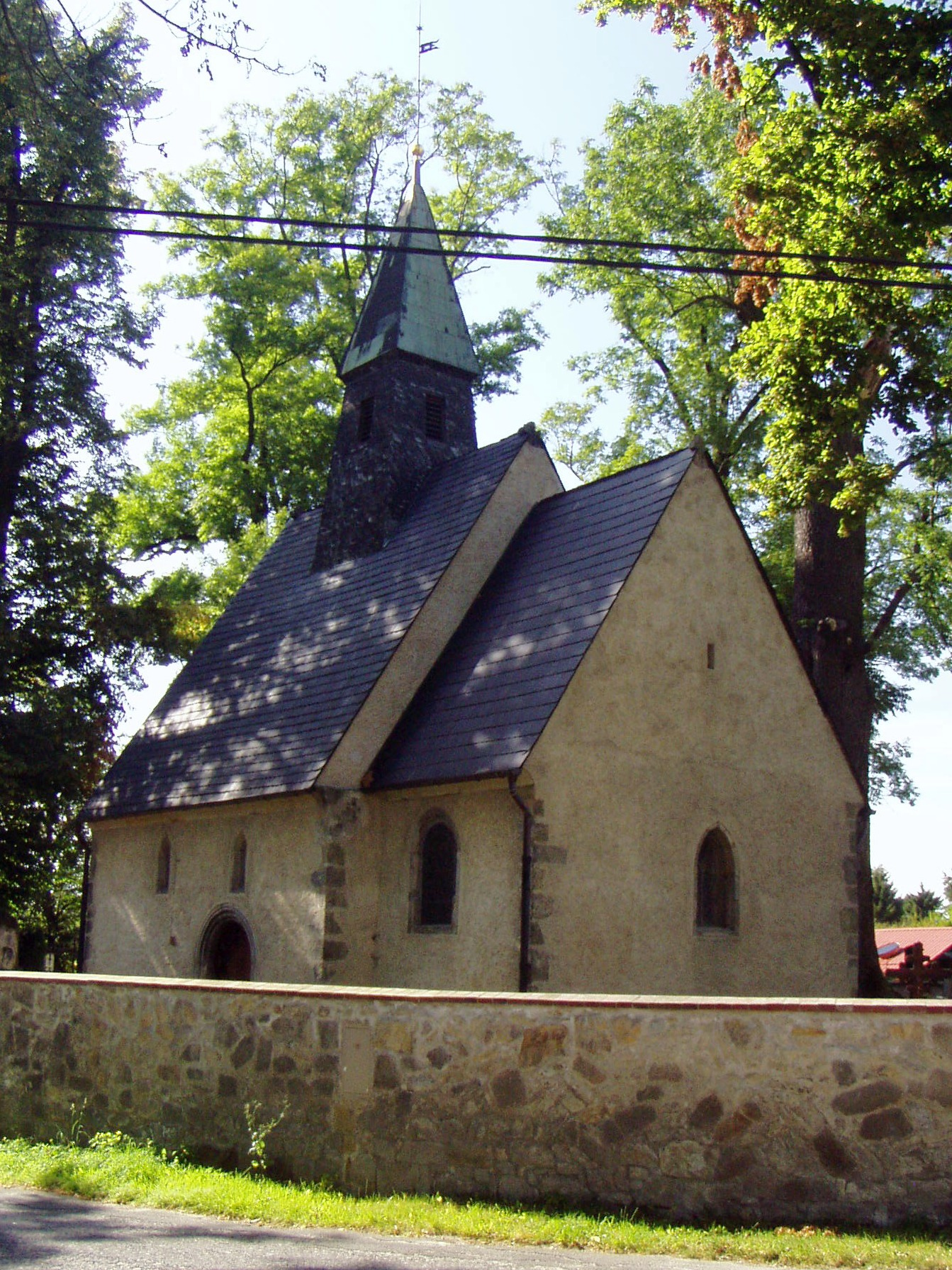
Kostel sv. Jana Křtitele v Nudvojovicích
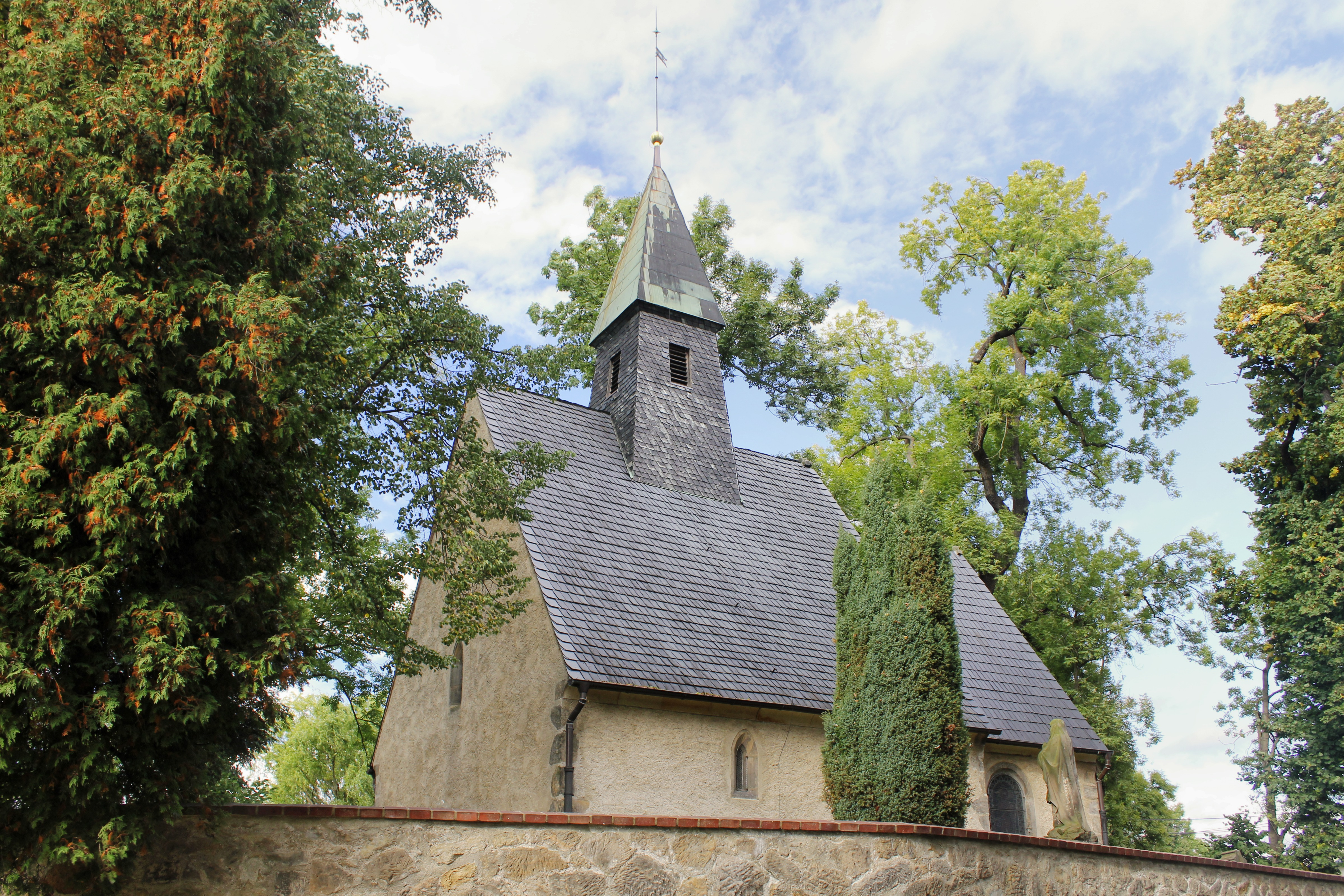
Střecha kostela sv. Jana Křtitele v Nudvojovicích
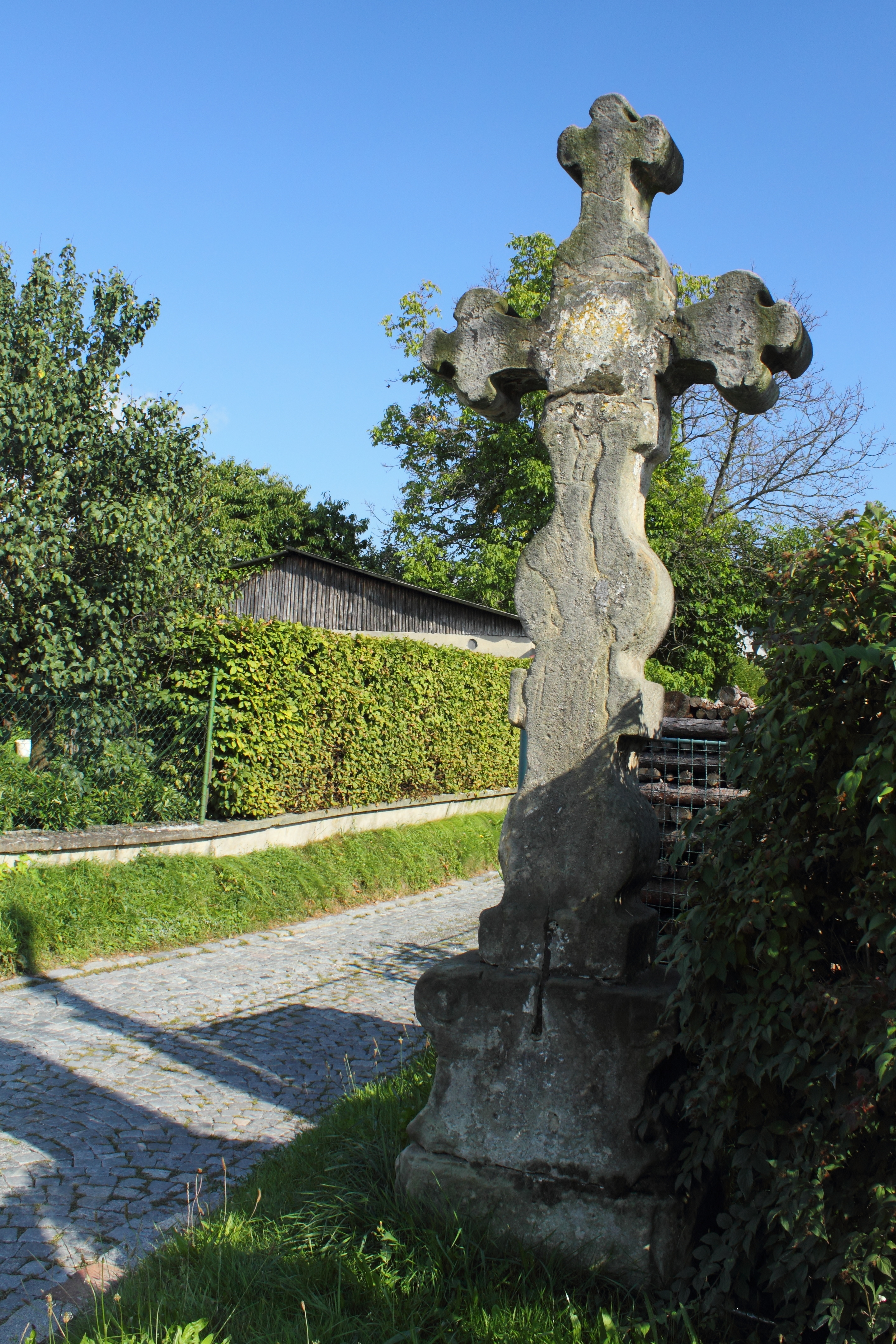
Kříž v Mašově